# Maire de Castroponce
Maire de Castroponce – gmina w Hiszpanii, w prowincji Zamora, w Kastylii i León, o powierzchni 14,43 km². W 2011 roku gmina liczyła 163 mieszkańców.